# Mondsee
Mondsee és una localitat del districte de Vöcklabruck, a l'estat d'Alta Àustria, Àustria, amb una població estimada a principi de l'any 2018 de 3734 habitants.
Està situada a l'est de l'estat, prop del llac Atter, de la frontera amb l'estat de Salzburg, al sud del riu Danubi i al sud-oest de la ciutat de Linz —la capital de l'estat.

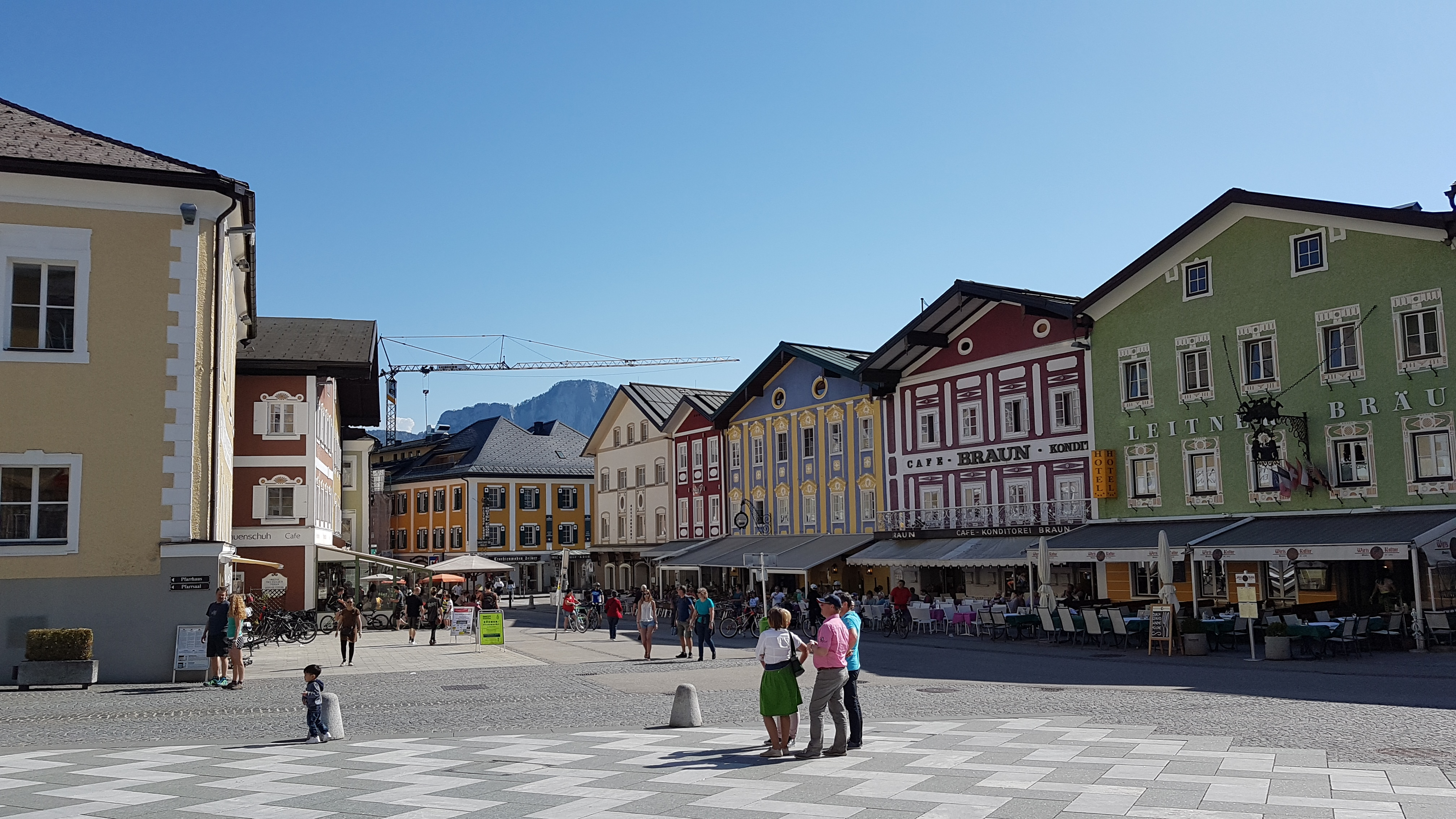
La plaça del mercat (Marktplatz) de Mondsee

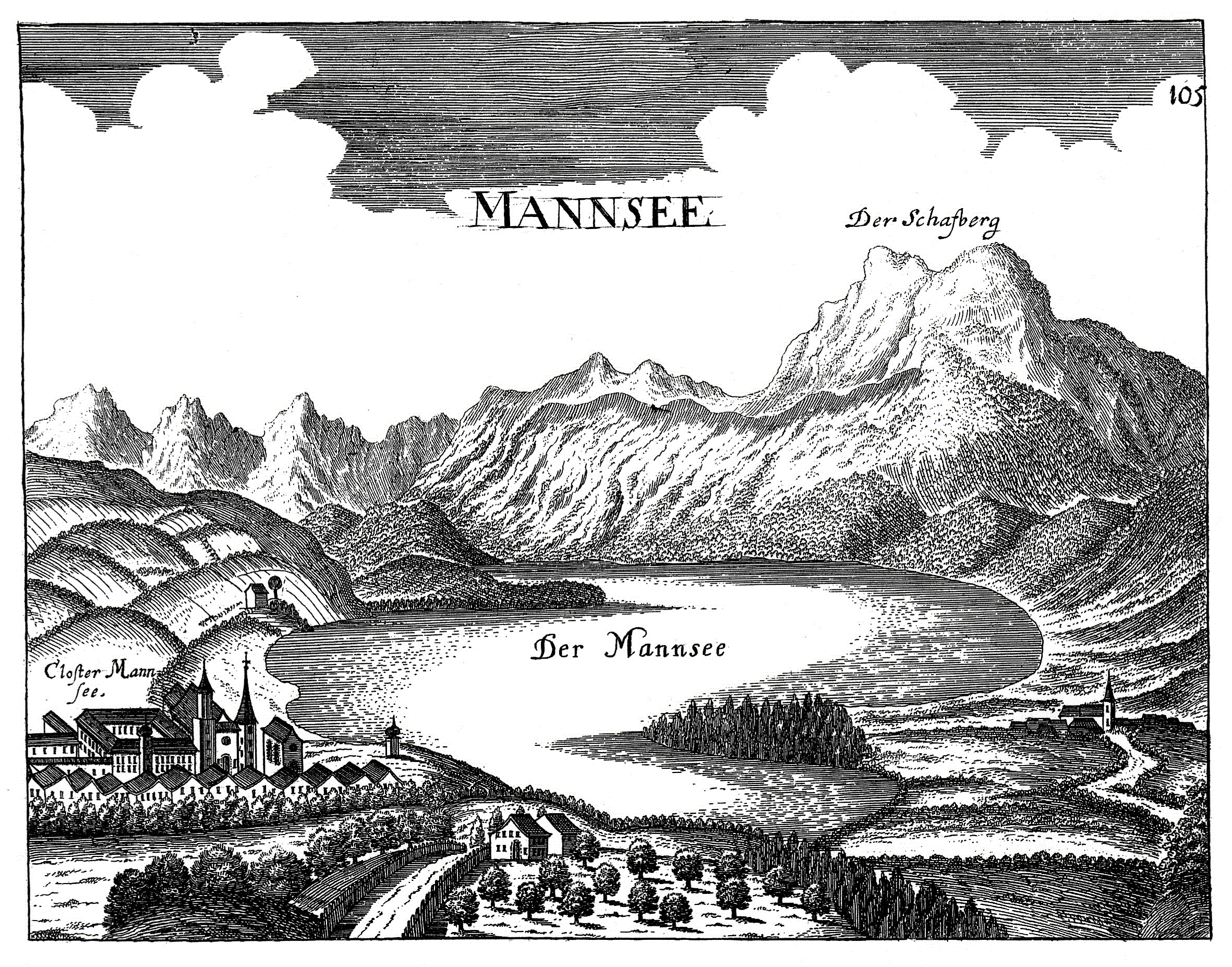
Vista del Mondsee (abans Mannsee). Gravat en coure de Georg Matthäus Vischer (1674)

## Història
S'han trobat les restes d'assentaments sota l'aigua a l'àrea de Mondsee prop del llac i Scharfling. Una rica col·lecció d'evidència de ceràmica neolítica i eines fetes de pedra i os va ser descoberta i es van interpretar com les restes d'una cultura de palafits. La ciència ha encunyat el nom de la cultura Mondsee després del principal lloc de descobriment a Mondsee. És aproximadament de 2800 a 1800 a. C. i s'estén sobre la major part de l'Alta Àustria i parts de Salzburg. Recerques recents han demostrat que es tracta d'assentaments rurals originals que després van ser submergits per l'augment del nivell del llac. El Museu de Mondseeland té una extensa col·lecció de construcció de xanques.
A l'època romana hi havia un assentament aquí, com ho demostren les proves, i una carretera el connectava amb Juvavum, el Salzburg romà. Al voltant de l'any 600 els bavaresos van començar a colonitzar el Mondseerland i van talar els boscos. El 748, el duc bavarès Odilo va fundar el Monestir de Mondsee de la família de Agilolfinger. A partir de llavors, el desenvolupament va ser modelat pel monestir, tant espiritual, cultural i econòmicament.
Fins al 1506, Mondseeland va pertànyer al ducat de Baviera. Després es va convertir en propietat dels Habsburg. En 1791 el monestir va ser tancat sota l'emperador Leopoldo II. El 1810, el mariscal de camp bavarès Carl Philipp von Wrede va rebre el monestir abandonat de Mondsee (al costat de Suben i Gleink) com un castell amb el seu propi govern, Wrede va seguir sent el propietari fins i tot després que l'àrea tornés a Àustria i promogués l'àrea el millor que va poder (construcció de carreteres, començament de la generació del Mondsee, formatge...).
Des de 1867 hi ha hagut turisme en Mondsee, el primer vaixell de vapor va començar en 1872. En 1891, la ciutat es va connectar amb un ramal al ferrocarril local de Salzkammergut (que es va tancar en 1957).

## Geografia
El poble està situat a 493 m sobre el nivell del mar en el Hausruckviertel en Mondsee. L'expansió és de 9,5 km de nord a sud, d'oest a est de 7,7 km. L'àrea total és de 16,4 km², el 0,6% de l'àrea està coberta de boscos, el 7,3% de l'àrea s'usa per a l'agricultura, el 83% de l'àrea està ocupada per Mondsee.
Tota la superfície de l'aigua del Mondsee pertany al municipi del mateix nom. Això també s'aplica al Kreuzstein en el llac.